# Броніслава Длуска
Броніслава Длуска (пол. Bronisława Dłuska) (18 березня 1865 , Варшава  — 15 квітня 1939 , Варшава ) — польська лікарка, співзасновниця та перша директорка Інституту імені Марії Склодовської-Кюрі у Варшаві.

## Біографія

### Сім'я
Батьки Броніслави Длуски були педагогами. Броніслава мала сестер Марію, Зофію та Хелену, а також брата Юзефа. Батько, Владислав Склодовський, викладав математику та фізику, а також був директором двох Варшавської гімназії для хлопчиків. Мати Броніслави керувала престижною Варшавською школою-інтернатом для дівчат. У травні 1878 року вона померла від туберкульозу, коли Броніславі було всього 13 років. Менше, ніж три роки тому, її настигло ще одно горе: старша сестра, Зофія, померла від пухлини.
Дід Броніслави, Юзеф Склодовський, був шанованим учителем у Любліні, де навчав молодого Болеслава Пруса, який згодом став провідним діячем польської літератури. Він викладав математику та фізику, а також був директором двох Варшавських гімназій для хлопчиків.

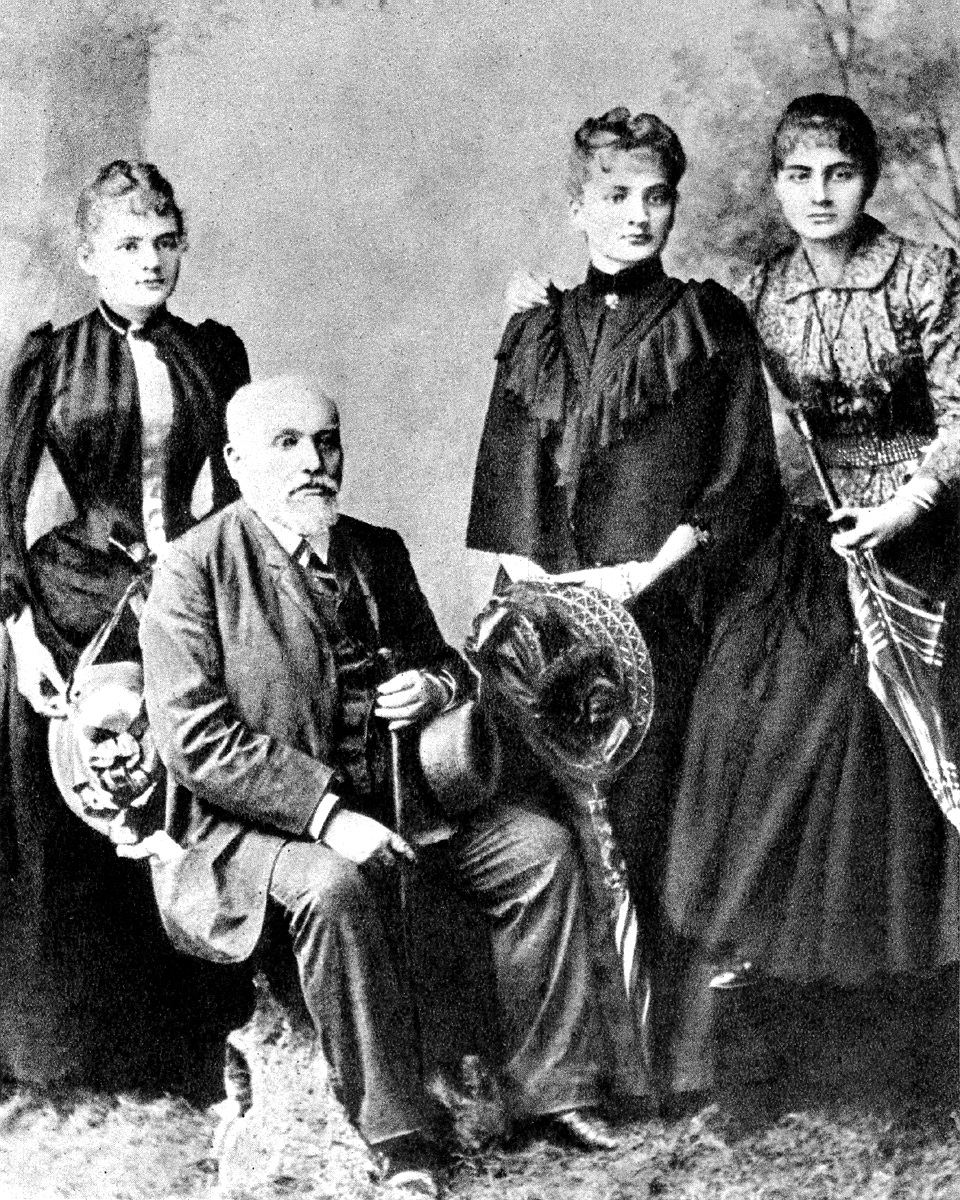
Владислав Склодовський та його дочки Марія, Броніслава та Хелена, 1858

### Освіта
У 1882 році Броніслава закінчила середню школу з золотою медаллю. Вона не мала можливості вчитися в вищих навчальних закладах. Сестри Склодовські, Марія і Броніслава, домовилися по черзі відпрацювати декілька років гувернантками, щоб потім одній за одною здобути освіту. Марія працювала декілька років вихователем-гувернанткою для того, щоб Броніслава здобувала середню освіту в Польщі, а потім мала змогу поїхати до Парижу. Там вона закінчила Паризький університет і стала лікаркою.
1890 року Броніслава вийшла заміж за політичного емігранта, революціонера і лікаря Казимира Длуського і запросила сестру до себе. У 1891 році Марія у віці 24 років змогла поїхати до Парижу, де вивчала хімію і фізику, в той час як сестра заробляла кошти для її навчання.

### Діяльність
У 1902 році сім'я Длуських повернулася на батьківщину і заснувала в місті Закопане санаторій для осіб з хворобами органів дихання, в тому числі на туберкульоз. У 1902—1918 рр. Броніслава працювала лікарем-пульмонологом в санаторії в Косьцелісько, який очолював її чоловік Казимир Длуський. Активно займалась громадською діяльністю. Була ініціаторкою створення санаторію Братської допомоги та нової будівлі для Музею Татр в місті Закопане.
Після успішного відкриття першого Інституту Кюрі в Парижі, її Марія Склодовська почала роботу над створенням другого інституту у Варшаві. 29 травня 1932 року Інститут Радію був офіційно відкритий, перший директором стала Броніслава.
Померла Броніслава Длуска 15 квітня 1939 року.